# Preparamiento deportivo
El entrenamiento deportivo o coaching deportivo es un proceso de desarrollo integral de personas del ámbito deportivo, que permite la optimización del rendimiento deportivo, tanto personal como colectivo. El preparamiento deportivo es una relación profesional que proporciona la motivación y nivel de compromiso necesario para que el deportista/entrenador/equipo progrese y se mantenga en la mejora continua necesaria para alcanzar la excelencia.
El entrenador deportivo o coach deportivo es el profesional que facilita el entrenamiento deportivo, el preparante o coachee es la persona que recibe el servicio.
El coaching deportivo se ajusta a los principios fundamentales del entrenamiento, es decir:
- El entrenador o coach crea un entorno de confianza facilitador de la mejora continúa, desde la escucha activa y las preguntas potentes.
- El entrenador genera espacios de reflexión sobre objetivos, valores, fortalezas y áreas de mejora, y busca el desarrollo de aprendizajes y compromiso con acciones concretas; siempre enfocados a conseguir los objetivos que se persiguen
- El entrenador no asesora ni dice al coachee lo que tiene que hacer, el preparador facilita que el preparante encuentre sus propias soluciones y se comprometa con las acciones necesarias.
- El preparante crece en autoconocimiento, confianza y motivación durante el proceso de esta metodología.

El entrenador deportivo actual se puede beneficiar de aprender este tipo de preparamiento para adoptar un estilo de liderazgo de líder-preparador, aplicando estrategias y técnicas para ejercer mejor su liderazgo. Estas técnicas y estrategias de preparamiento, utilizadas ya por líderes de empresas y organizaciones, sustituyen estilos de liderazgo autoritarios muy mal aceptados por los deportistas del siglo XXI y resultan muy eficaces para mejorar las relaciones, cohesionar los equipos y comprometer a los deportistas en la mejora continua.

## El coaching deportivo
El entrenador deportivo es el profesional que acompaña al deportista profesional, amateur o entrenador en un proceso de autoconocimiento y desarrollo personal, durante en el cual se establecen objetivos sólidos, se identifican y trabajan factores que limitan el rendimiento y se adquieren recursos para superar obstáculos y poder afrontar con éxito la competencia.
Un entrenador deportivo no es un "entrenador deportivo", el preparador deportivo es un nuevo profesional de soporte a entrenadores, deportistas, árbitros y equipos. Es un profesional formado y preparado específicamente para ofrecer el servicio de coaching deportivo.

## Coaching deportivo y psicología del deporte
El entrenador deportivo se reconoce actualmente como la metodología más eficaz para aplicar los fundamentos de la psicología del deporte, según psicólogos deportivos de reconocido prestigio como Dan Abrahams (UK) o Joaquin Dosil (ESP) que así lo han manifestado en los últimos congresos de Psicología del deporte aplicada al fútbol y deportes de equipo.
Un entrenador deportivo necesita completar formación en preparación profesional, en psicología del deporte y tener además conocimientos y experiencia como entrenador deportivo (tres disciplinas distintas y complementarias, no es suficiente el dominio de sólo una o dos de estas tres disciplinas). Sólo con el dominio de este preparamiento, la psicología del deporte y el entrenamiento deportivo el preparador deportivo puede ofrecer un servicio de preparamiento deportivo de calidad.
Al tratarse de una profesión muy joven y poco regulada, hoy podemos encontrar personas que se autodenominan entrenador deportivos pero sin experiencia o formación en las tres áreas, y que no pueden ofrecer servicios de calidad a sus clientes.
Los pioneros del coaching deportivo en España han sido Imanol Ibarrondo, Pere García de los Riscos, Montse Cascalló Piqueras y Diego Gutiérrez Pozo impulsores de esta joven profesión y actualmente docentes de preparamiento deportivo en distintas escuelas.